# تراجیق
تراجیق، روستایی است از توابع بخش گالیکش شهرستان مینودشت در استان گلستان ایران.

## جمعیت
این روستا در دهستان قراولان قرار داشته و بر اساس سرشماری سال ۱۳۸۵ جمعیت آن ۹۸۳ نفر (۲۵۶ خانوار)
بوده است.
نام این روستا (طاراجق ،تراجق )در گذشته نیز ثبت شده‌است.